# Иордан, Фёдор Иванович
Фёдор Ива́нович Иорда́н (Фри́дрих Лю́двиг Иорда́н) (13 [25] августа 1800, Павловск, Санкт-Петербургская губерния — 19 сентября [1 октября] 1883, Санкт-Петербург) — русский рисовальщик и гравёр немецкого происхождения, мастер академической репродукционной гравюры резцом середины XIX века; автор исторических и портретных эстампов, мемуарист. Академик (с 1844) и профессор (с 1850), ректор живописного, скульптурного (оба — с 1871) и мозаичного отделений (с 1876) Императорской Академии художеств.

## Биография

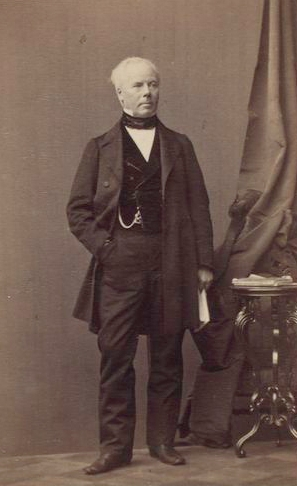
1865 год

Родился в Павловске 13 (25) августа 1800 года — сын придворного обойщика Иоганна Иордана (ум. 1808) от его брака с дочерью придворного столяра Мертенса, Катариной Региной, по первому мужу Мало (ум. 1830).
С 1809 по 1825 год учился в Императорской Академии художеств. После десятилетней общей подготовки был определён в 1819 году в гравировальный класс, в ученики к Николаю Уткину. В течение обучения получал медали Академии художеств: малая серебряная (1822), большая серебряная (1823) за успехи в рисовании; малая золотая (1824) за гравюру «Меркурий усыпляет Аргуса» с картины Петра Соколова. Будучи оставленным при Академии занялся исполнением гравюры с картины Антона Лосенко «Умирающий Авель», за которую получил большую золотую медаль (1827). Отправлен пенсионером Академии художеств в Париж (1829) к гравёру Жозефу Теодору Ришому; в 1830 году, после начала революции во Франции, перебрался в Лондон.
В 1834 году в Риме занялся изготовлением рисунка с картины Рафаэля «Преображение», которую, по совету Карла Брюллова, решил воспроизвести в гравюре огромного размера. Этой работе посвятил 12 лет. Сразу после появления первых оттисков гравюры римские знатоки искусства единогласно признали её высокое качество. За эту работу Берлинская, Флорентийская и Урбинская академии признали его своим членом, а Императорская академия художеств в 1844 году наградила званием академика (без исполнения программы), а в 1850 году присудила звание профессора за гравюру «Преображение Господне» по картине Рафаэля.
В 1855 году, после смерти Степана Галактионова, занял место профессора-преподавателя в гравировальном классе Академии и назначен помощником хранителя эстампов и оригинальных рисунков Эрмитажа; в 1860 году, после кончины Уткина, назначен хранителем этой части музея. В 1871 году занял в академии пост ректора живописи и ваяния, а с 1876 года получил в заведование мозаичное отделение.
К завершению служебной карьеры обладал чином тайного советника (16.04.1878), являлся кавалером многих российских орденов до Святого Владимира 2-й степени включительно.

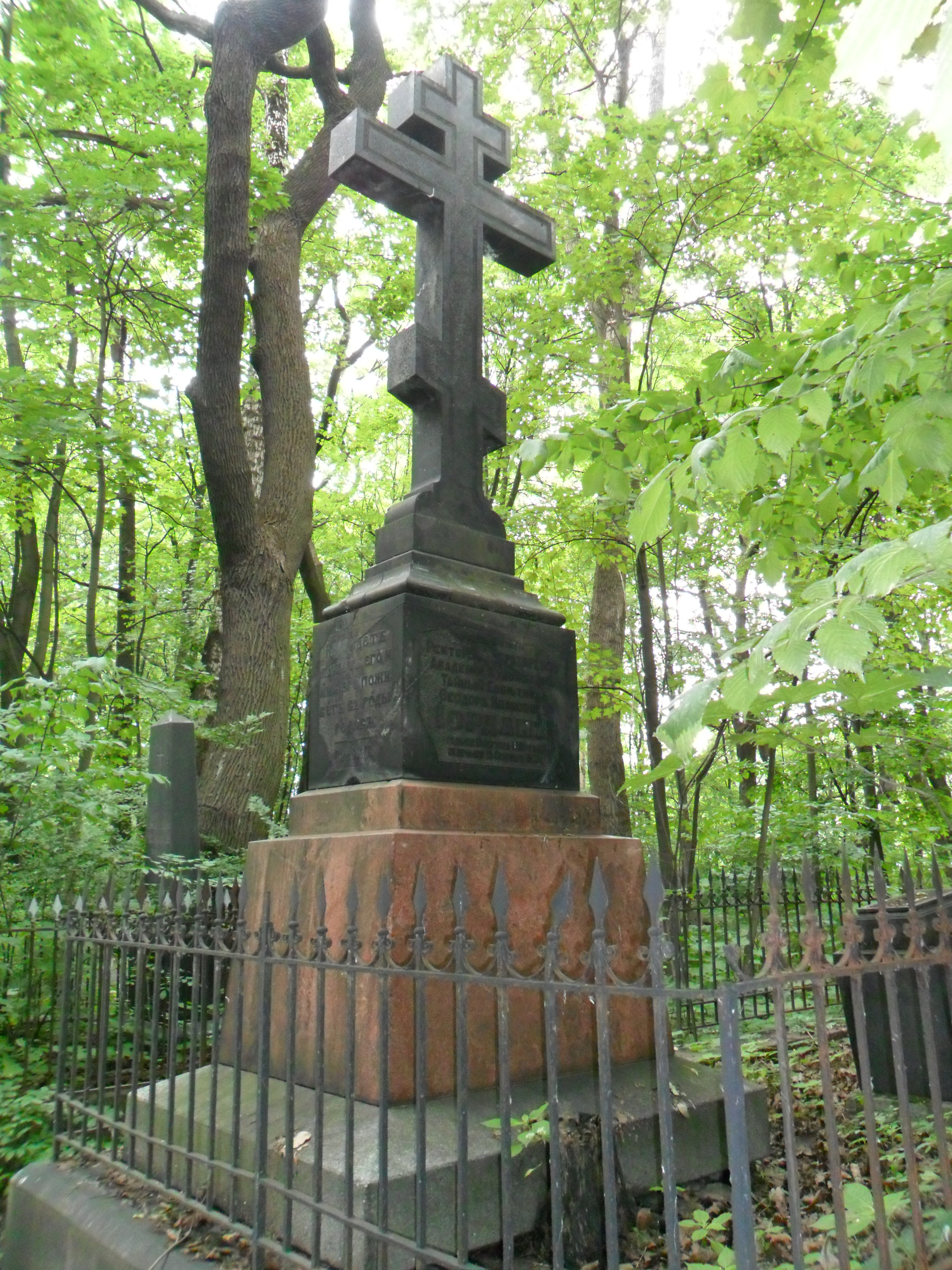
Могила Ф. И. Иордана

Скончался 19 сентября (1 октября) 1883 года от болезни почек; был похоронен 22 сентября на Смоленском православном кладбище с Ольгой Петровной Лакиер (дочь поэта П.А. Плетнёва и первая жена А.Б. Лакиера) и Варварой Николаевной Пущиной (тёща) (уч. 72, на Кочетовской дорожке). Ещё 27 декабря 1876 года принял православие.

## Семья

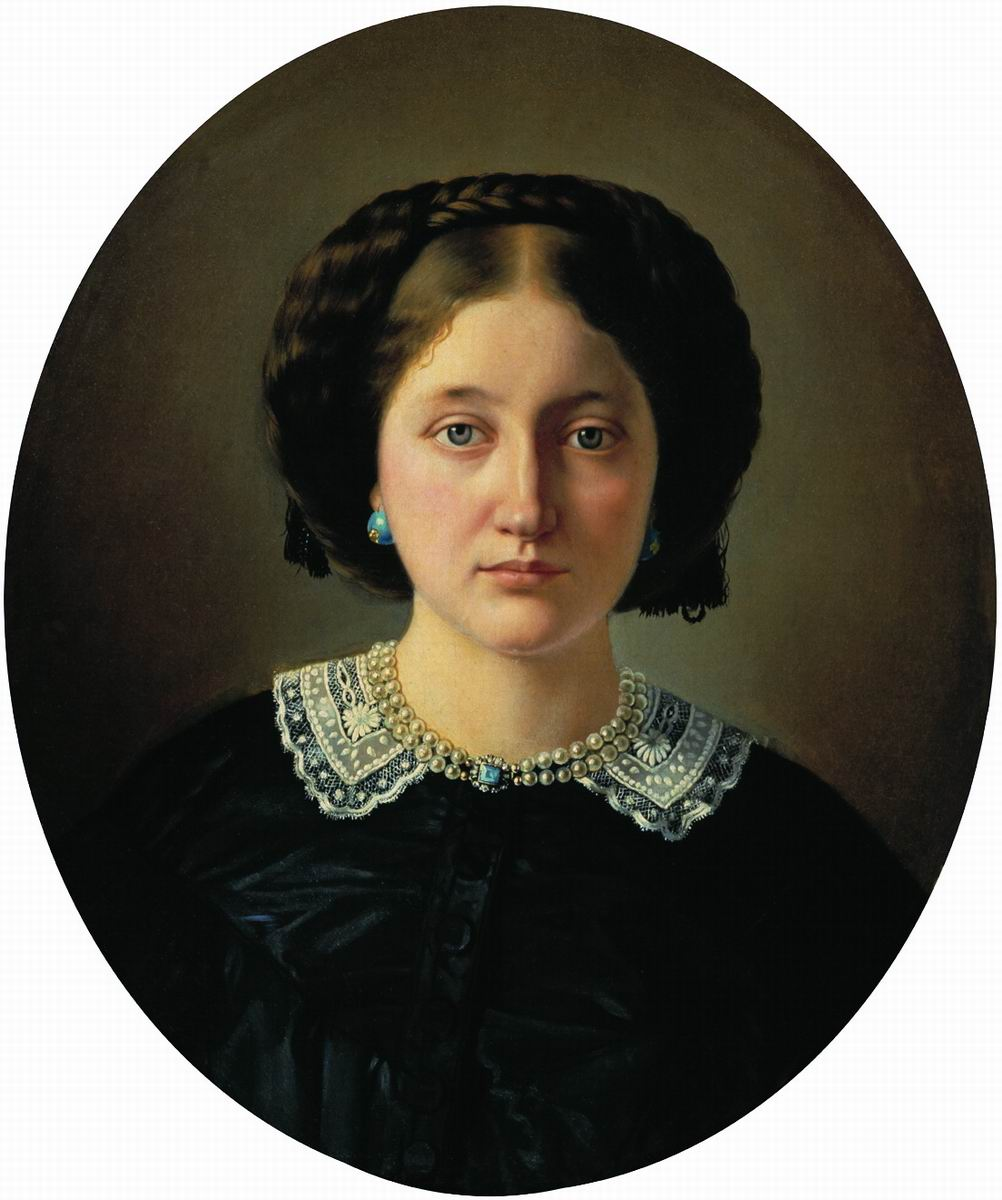
С. К. Зарянко. Портрет В. А. Иордан, урождённой Пущиной. 1855
Холст, масло. 57 × 46 см (овал)
Областная картинная галерея, Тверь

Женился 30 октября1855 года на Варваре Александровне Пущиной (1833—1916), единоутробной сестре А.В. Плетнёвой, супруги поэта П.А. Плетнёва. Иордан был лютеранского вероисповедания и в соответствии с установленными правилами для лиц иностранного вероисповедания, вступающих в брак с православными, подписал, что не будет противоречить обрядам православной церкви, что дети будут крещены по православному обряду. Ф.И. Иордан писал, что" желая для милой своей невесты сделать этот великий день в жизни более торжественным, он просил приглашённых быть в мундирах, и все, по доброте своей, исполнили его просьбу». Почти сразу же после венчания супруга уехала в Париж, где прожила до марта 1857 года. По словам самого Иордана, с годами он все более и более сближался с женой, и «время показало, что она обладала наидобрейшим сердцем и была супругою поистине безупречною, несмотря на многие искушения, которые готовила ей жизнь». Была идейной вдохновительницей любопытных воспоминаний мужа. Их дочь Александра (25.03.1859—?) 22 октября 1879 года вышла замуж за архитектора Николая Алексеевича Мельникова.

## Известные произведения
Дополнительно к упомянутым:
- «Мадонна с покрывалом», с Рафаэля (1833),
- «Богоматерь, скорбящую над телом Спасителя», с Чиголи (1834),
- Портреты императора Александра II (1875), Гавриила Державина (1861), автопортрет (1871), вел. кн. Владимира Александровича (1881), игумена Валаамского монастыря Дамаскина (1878, одна из лучших работ[9]), художников Алексея Егорова, Дмитрия Левицкого, Василия Шебуева (1883: последняя работа).

## Публикации текстов
- Иордан Ф. И. Записки ректора и профессора Академии художеств Фёдора Ивановича Иордана / Сост., авт. вступ. ст. и примеч. Н. С. Беляев; науч. ред. Г. В. Бахарева; Библиотека Российской академии наук. — СПб. : Библиотека Российской академии наук, 2012. — 383 с. — 100 экз. — ISBN 5-336-00142-6. — OCLC 864924257.